# Ulrika Gudmundsson Schönberger
Petra Ulrika Carolina Gudmundsson Schönberger, under en tid Bornemark, ogift Gudmundsson, född 26 april 1970 i Jonstorps församling i dåvarande Malmöhus län, är en svensk sångerska och låtskrivare.
Ulrika Gudmundsson Schönberger har deltagit i Melodifestivalen två gånger, 1988 med gruppen All of a Sudden (som Ulrika Gudmundzon) och låten Dansa med vindarna samt som Ulrika Bornemark i 1995 tillsammans med Göran Rudbo och låten Jag tror på dej som hon skrev tillsammans med Dan Bornemark.
Hon har sjungit i körer bakom artister som Lisa Nilsson, Louise Hoffsten, Rikard Wolff, Dan Hylander och Charlotte Perrelli.
År 1995 engagerades Gudmundsson Schönberger för ett nytt projekt kallat "Musik i vården". I det engagerades också blivande maken Erland Mauritzon Schönberger.
Gudmundsson Schönberger var 1993–1996 gift med sin låtskrivarkollega från 1995 års melodifestival Dan Bornemark (född 1965), son till Gullan Bornemark, och därefter en period från 2006 gift med Erland Mauritzon Schönberger (född 1960).
Från 1995 arbetar Gudmundsson Schönberger som projektledare vid Musik i Syd AB.

## Diskografi
- 1986 – Om du skriver en sång, Propolis[6]
- 1995 – Jag tror på dej, Ulrika Bornemark & Göran Rudbo[7]
- 1995 – Dansfavoriter (samlingsskiva)[8]
- 2002 – Fruktsallad, Dan & Gullan Bornemark[9]
- 2005 – Helsingborgslåten, Ulrika Gudmundsson & Trumslagaren[10]

## Kompositioner

### Melodifestivalen
- 1995 – Jag tror på dig med sig själv och Göran Rudbo (skriven tillsammans med Dan Bornemark).